# Plotoptèrids
Els Plotopteridae són una  família extinta d'aus marines no voladores de l'ordre suliforme. Relacionades amb els  corbs marins i  mascarells, mostren una notable evolució convergent amb els pingüins, i particularment amb els pingüins gegants extints. Aquestes aus van viure en el Pacífic Nord, just a l'altre costat del món pel que fa als pingüins, el que ha portat a descriure en ocasions com versions seves de l'hemisferi nord, encara que no estiguessin especialment relacionats.  Els estudis realitzats sobre l'anatomia de la cintura escapular, dels membres anteriors i de l'estern dels Plotopteridae indiquen però, que difereixen significativament dels pingüins, de manera que les comparacions en termes de funció poden no ser molt encertades.

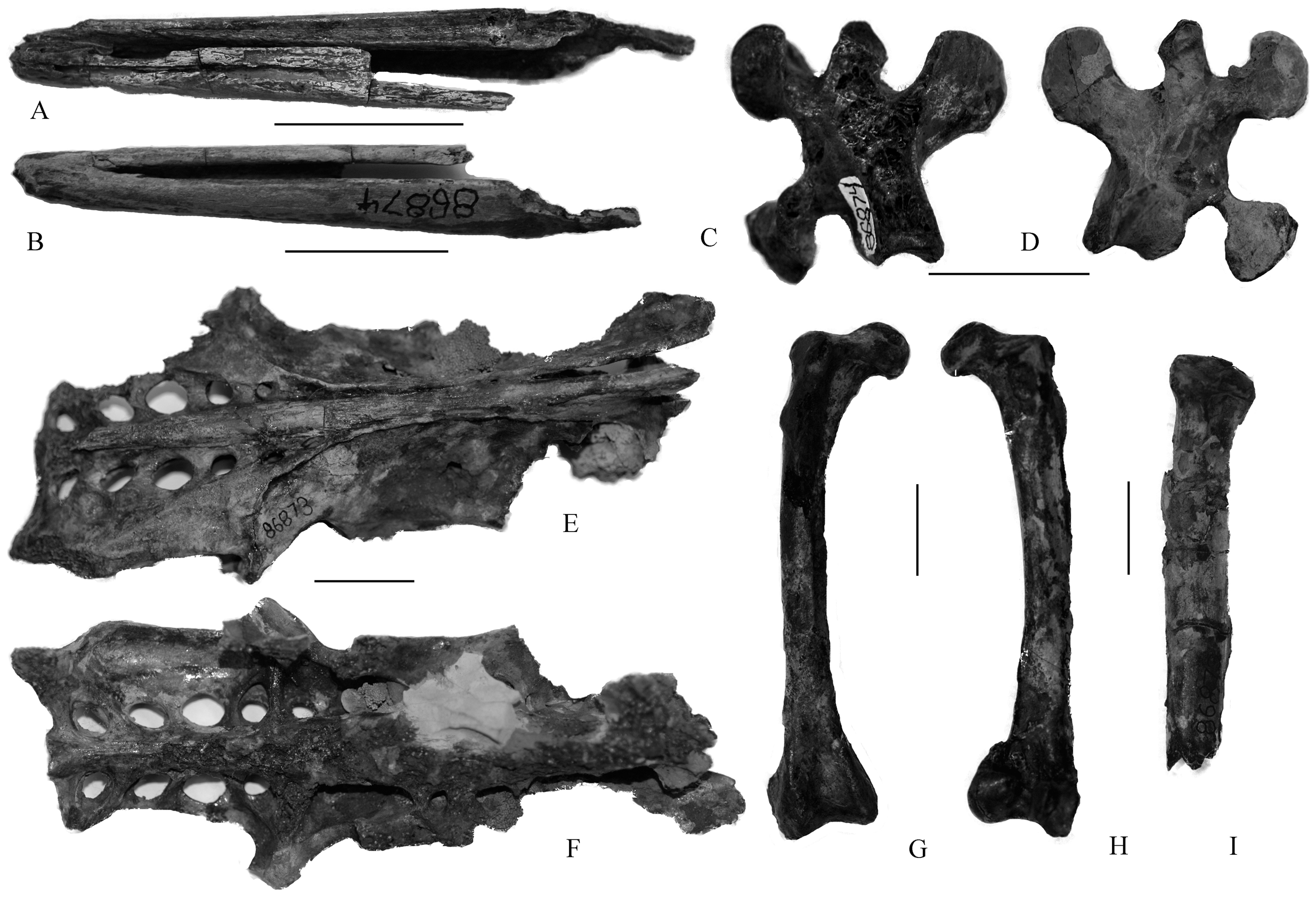
Fòssils de Tonsala hildegardae.

Els fòssil és d'aquestes aus s'han trobat als Estats Units en els estats de Califòrnia,  Washington, Colúmbia Britànica en Canadà i en Japó. Aquests varien en grandària des del d'un corb marí gran (com el  corb marí de Brandt), fins a mesurar uns 2 metres de llarg. Aquestes tenien ales curtes apropiades per a bussejar i perseguir a les seves preses sota l'aigua (com els pingüins i l'extinta alca gegant), amb l'esquelet de el cos similar al d'un ànec agulla i el crani semblant al dels súlids.
L'espècie més antiga de Plotopteridae coneguda,  Phocavis maritimus , va viure a mitjan Eocè, però la majoria d'espècies conegudes van viure durant inicis i mitjan el Miocè, després de la qual cosa sembla que es van extingir. Van desaparèixer més o menys a el mateix temps que els grans pingüins  paleeudiptinae de l'hemisferi sud, la qual cosa també coincideix amb la radiació evolutiva dels  pinnípedes i els  delfinoideus, la qual que ha portat a especular que l'expansió d'aquests mamífers marins va ser responsable de l'extinció de les Plotopteridae, encara que això no ha estat examinat formalment.